# Pierre Kauthen
Pierre Kauthen, né le 30 juillet 1936 à Differdange (Luxembourg), est un ancien professeur de l'enseignement secondaire et supérieur luxembourgeois, homme politique et historien.

## Notice biographique
Pierre Kauthen a travaillé de 1961 à 1996 en tant que professeur de lettres au lycée classique d'Echternach où il a enseigné le français, le latin et le grec ancien. Il a été directeur adjoint du lycée de 1980 à 1984 et conseiller pédagogique à partir de décembre 1989. 
Ses efforts pour la promotion de la langue et de la culture françaises en tant que professeur et président de la section d'Echternach des Amitiés françaises de 1967 à 1997 ont été reconnus par la France par sa nomination au grade de chevalier dans l'Ordre des Palmes académiques en 1978.
De 1976 à 1996, Pierre Kauthen a été membre du conseil communal de la ville d'Echternach et de 1982 à 1988 en tant que premier échevin (adjoint au maire).
En tant que président de l'Oeuvre Saint-Willibrord (Willibrordus-Bauverein) de 1989 à 2014, Pierre Kauthen a été dans les années 2002 à 2009 le coordinateur du groupe de travail élaborant le dossier en vue de l’inscription de la Procession dansante d’Echternach sur la liste du patrimoine culturel immatériel par l'UNESCO, objectif atteint en novembre 2010.
Pierre Kauthen est l'auteur d'études et d'articles concernant la procession dansante, le culte de saint Willibrord et l'histoire locale d'Echternach. Il a traduit des chroniques latines de l'abbaye et de la paroisse d'Echternach en français ou en allemand.

## Publications (sélection)

### Livres et brochures
- Oswald Keess: La retraite honorable et religieuse, traduit et commenté par Pierre Kauthen et Pol Schiltz, Archives nationales de Luxembourg, Luxembourg 2008, 264 p.
- Ephemeriden des Placidus Eringer, Übersetzung und Kommentar von Pol Schiltz und Pierre Kauthen. Archives nationales de Luxembourg, Luxembourg 2009, 240 p.
- Oswald Keess: Collectarium Documentorum atque Memorabilium Parochialis Ecclesiae Sanctorum Petri et Pauli in Epternaco, übersetzt und übertragen von Pierre Kauthen. Ed. Willibrordus-Bauverein, Echternach 2012, 181 p.
- 150 Jahre Willibrordus-Bauverein Echternach 1862-2012. Ed. Willibrordus-Bauverein, Echternach 2012, 236 p.
- Saint Willibrord, Une vie exemplaire. Ed. Œuvre Saint-Willibrord, Echternach 2014, 51 p.
- Lettres de l'abbé Jean Bertels à son cellérier Jean de Luxembourg. Traduction : Pierre Kauthen. Notes et commentaires de Pol Schiltz. Sources epternaciennes, vol. 2. Ed. Œuvre Saint-Willibrord, Trier 2016, 115 p.
- St. Willibrord, The Model of a Saint, translated by Michel Summer. Ed. Willibrordus-Bauverein, Echternach 2020, 51 p.
- Pilipp Becker, OSB (18. Jahrhundert), Geschichte der Abtei Echternach. Aus dem Lateinischen übersetzt. Übersetzung und Kommentar: Pierre Kauthen und Pol Schiltz. Verlag für Geschichte und Kultur, Trier 2021, S. 1-268. In: Pilipp Becker, OSB (18. Jahrhundert), Geschichte der Abtei Echternach. Aus dem Lateinischen übersetzt. Übersetzung und Kommentar: Pierre Kauthen und Pol Schiltz. Verlag für Geschichte und Kultur, Trier 2021, XIV-268 S. (Publikationen aus dem Stadtarchiv Trier, Bd. 6 / Echternacher Schriftquellen – Sources epternaciennes, vol. 4).

### Articles
- La procession dansante d'Echternach et ses descriptions au 19e siècle. Hémecht 1979 (3), p. 405-438. PDF
- La procession dansante dans la 1re moitié du 20e siècle. In: Willibrord, Apostel der Niederlande, Gründer der Abtei Echternach, herausgegeben von Georges Kiesel und Jean Schroeder. Luxemburg 1989, p. 251-263.
- La procession dansante dans la deuxième moitié du XXe siècle. Hémecht 2004 (2), p. 153-169. PDF
- Du Collège au Lycée classique d’Echternach (1803-1991). In: Festschrëft 150 Joer Iechternacher Kolléisch 1841-1991, Luxembourg 1992, p. 45-169.
- Johannes Bertels, Echternach, Kapitel aus der Historia Luxemburgensis, übersetzt von Pierre Kauthen. In: Analecta Epternacensia, Beiträge zur Bibliothekgeschichte der Abtei Echternach. Bibliothèque nationale de Luxembourg, Stadtbibliothek Trier, Luxemburg 2000, p. 101-173.
- La vénération des Rois mages à Echternach. Hémecht 2009 (4), p. 495-511. PDF
- Vom Fraubillenkreuz zum Grab des hl. Willibrord. Der freudige Weg vom Heidentum zum Christentum. Hémecht 2011 (1), p. 5-19. PDF
- Le patrimoine culturel immatériel à l'exemple de la Procession dansante d'Echternach. Nos Cahiers 2014 (2), p. 119-128.
- Echternach und die Springprozession. In: M. Klöcker & U. Tworuschka, Handbuch der Religionen, Bd. 3. Olzog, München 2012, I-23.4, S. 1-14.